# 埃爾阿爾托縣

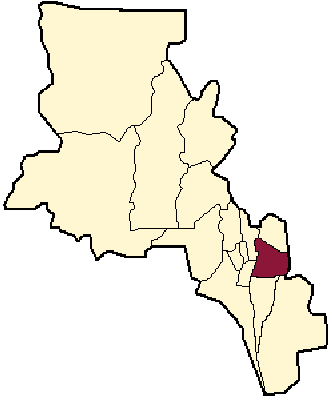

28°18′S 65°22′W / 28.300°S 65.367°W
埃爾阿爾托縣（西班牙語：Departamento El Alto），是阿根廷的縣份，位於該國西北部卡塔馬卡省，首府設於埃爾阿爾托，面積2,327平方公里，該地區的地震活動頻繁和低強度，2010年人口3,570，人口密度每平方公里1.53人。